# Збруцька вулиця (Київ)
Збру́цька ву́лиця — вулиця у Святошинському районі міста Києва, селище Жовтневе. Пролягає від вулиці Тараса Бульби-Боровця до Жмеринської вулиці. 
Прилучаються вулиці Петра Дорошенка і Академіка Біляшівського. 

## Історія
Вулиця виникла в середині XX століття, мала назву Московська, на честь міста Москва.
З липня 1965 року — вулиця Зої Гайдай, на честь української співачки Зої Гайдай. У листопаді 1965 року отримала назву Москворецька вулиця, на честь річки Москви. 
Сучасна назва на честь річки Збруч — з 2022 року.
ДО кінця 1970-х-початку 1980-х також існувала Збруцька вулиця у Святошинському районі, місцевості Ґалаґани.